# HMS Biter (D97)
HMS Biter (D97) là một tàu sân bay hộ tống thuộc lớp Avenger của Hải quân Hoàng gia Anh Quốc. Được cải biến từ một tàu buôn, nó đã phục vụ trong Chiến tranh Thế giới thứ hai cho đến khi ngừng hoạt động năm 1944, chuyển cho Hải quân Pháp như là chiếc Dixmude năm 1945, và tiếp tục hoạt động cho đến năm 1949. Sau khi hoàn trả cho Hoa Kỳ, nó được giải giáp và sử dụng như tàu tiện nghi, cho đến khi bị đánh chìm như một mục tiêu năm 1966.

## Thiết kế và chế tạo
Lớp tàu sân bay hộ tống Avenger là những tàu buôn Hoa Kỳ được cải biến. Thiết kế của chúng được dựa trên lớp Long Island (AVG-1). Để phân biệt giữa hai lớp tàu, những chiếc của Hải quân Hoàng gia có ký hiệu lườn mang thêm tiền tố "B" (BAVG). HMS Biter (BAVG-3) được chế tạo bởi hãng Sun Shipbuilding and Drydock Company ở Chester, Pennsylvania, về phía Nam Philadelphia trên sông Delaware. Nguyên mang tên Rio Parana, nó được đặt lườn vào ngày 28 tháng 12 năm 1939 như một tàu chở khách và hàng hóa cho hãng tàu Hoa Kỳ Moore-McCormack, được hạ thủy vào ngày 18 tháng 12 năm 1940 và được chuyển giao vào ngày 4 tháng 9 năm 1941. Nó được cải biến thành một tàu sân bay hộ tống tại xưởng tàu Atlantic Basin Iron Works ở Brooklyn New York, và nhập biên chế cùng Hải quân Hoàng gia Anh vào ngày 6 tháng 5 năm 1942 dưới quyền chỉ huy của Đại tá Hải quân Abel-Smith.
Biter có chiều dài chung 492,25 foot (150,04 m), mạn thuyền rộng 66,25 foot (20,19 m) và mớn nước 23,25 ft (7,09 m). Nó có trọng lượng choán nước 8.200 tấn Anh (8.300 t) ở tải trọng thông thường, và lên đến 9.000 tấn Anh (9.100 t) khi đầy tải. Động lực được cung cấp bởi bốn động cơ diesel nối với một trục chân vịt, tạo ra tổng công suất 8.500 hp (6,3 MW), cho phép con tàu di chuyển với tốc độ tối đa 16,5 kn (30,6 km/h). Thủy thủ đoàn đầy đủ của nó bao gồm 555 người.
Các thiết bị không lực bao gồm một đảo kết hợp cầu tàu-chỉ huy bay nhỏ bên mạn phải, bên trên một sàn đáp gỗ dài 410 foot (120 m), một thang nâng máy bay 42 ft × 34 ft (13 m × 10 m), một máy phóng máy bay và chín dây hãm. Máy bay có thể chứa tại một sàn chứa bên dưới sàn đáp kích thước 190 ft × 47 ft (58 m × 14 m). Vũ khí trang bị bao gồm ba tháp pháo 4 in (100 mm)/50 caliber Mark IX lưỡng dụng phòng không nòng đơn và 15 pháo phòng không Oerlikons 20 mm trên các bệ nòng đơn và nòng đôi. Nó có khả năng mang theo mười lăm máy bay, gồm một hỗn hợp máy bay tiêm kích Grumman Martlet hoặc Hawker Sea Hurricane và máy bay ném bom-ngư lôi Fairey Swordfish hoặc Grumman Avenger, cũng được dùng trong nhiệm vụ chống tàu ngầm.

## Lịch sử hoạt động

### Chạy thử máy – Sửa chữa – Huấn luyện
Sau khi nhập biên chế, Biter đã sẵn sàng để rời New York khi một đám cháy bùng phát vào ngày 8 tháng 5 năm 1942, tại ngăn máy phóng, phá hủy một động cơ máy phóng. Khi sẵn sàng trở lại, nó rời cảng vào ngày 15 tháng 5 nhưng phải quay lại để sửa chữa một trục trặc của động cơ. Khi lại sẵn sàng để ra khơi, nó lên đường thực hành tác xạ vào ngày 30 tháng 5, và hạ cánh chiếc máy bay đầu tiên của nó, một chiếc Fairey Swordfish vào ngày 2 tháng 6. Hoàn tất việc bay thử nghiệm, nó lên đường đi Nova Scotia vào ngày 12 tháng 6 với một chiếc Swordfish của nó bay tuần tra chống tàu ngầm trên đường đi. Khởi hành từ Nova Scotia để đi sang Anh vào ngày 14 tháng 6, nó lại gặp trục trặc động cơ trên đường đi, khiến phải trôi dạt trong ba giờ lúc được sửa chữa. Nó tiếp tục gặp những vấn đề về động cơ trong khi vượt Đại Tây Dương, và vào ngày 17 tháng 6, một chiếc Swordfish trang bị mìn sâu chống tàu ngầm đã đâm vào đảo cấu trúc thượng tầng trong lúc hạ cánh. Sau 75 phút, họ xoay xở thả được quả mìn qua mạn tàu an toàn.
Đi đến Greenock, Scotland vào ngày 23 tháng 6, Biter đi vào ụ tàu để được cải biến và kéo dài sàn đáp bằng gỗ. Vào ngày 2 tháng 9, nó tham gia thử nghiệm hạ cánh một chiếc Fairey Fulmar, và thực hành cất cánh và hạ cánh những máy bay khác của Không lực Hải quân Hoàng gia trong những tuần lễ tiếp theo sau, cũng như thực hành tiếp nhiên liệu cho các tàu hộ tống nó. Vào ngày 1 tháng 10, nó đi đến Scapa Flow, nơi nó được tham gia bởi chiếc tàu chị em Avenger vào ngày 10 tháng 10. Những máy bay tiêm kích đầu tiên của nó đi đến vào ngày 14 tháng 10: 15 chiếc Sea Hurricane thuộc Liên đội Không lực Hải quân 800; chúng là những chiếc Sea Hurricane IB trang bị mười hai súng máy ,303 in (7,7 mm) và kiểu IC trang bị bốn pháo 20 mm. Hai chiếc tàu sân bay hộ tống đã tháp tùng chiếc tàu sân bay hạm đội Victorious rời Greenock vào ngày 16 tháng 10 để tham gia cùng các lực lượng Anh khác trong Chiến dịch Torch, cuộc đổ bộ của Đồng Minh lên Bắc Phi.

### Chiến dịch Torch

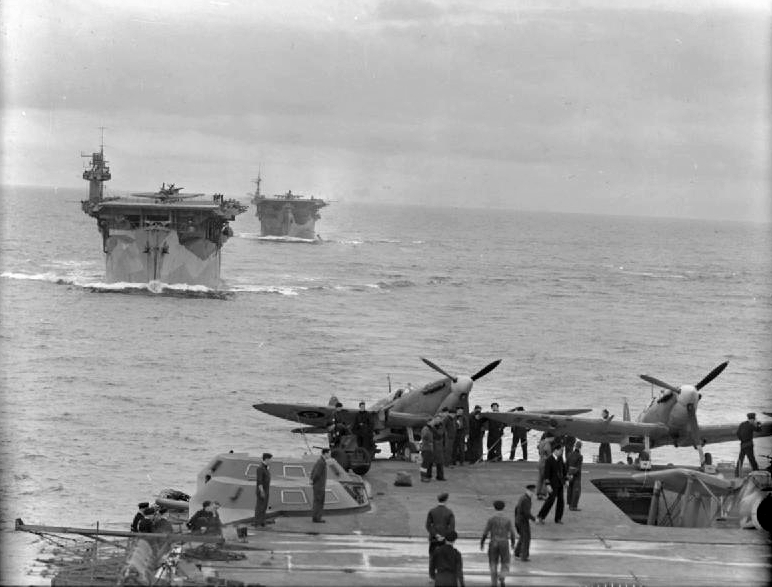
Biter và Avenger nhìn từ sàn đáp chiếc Victorious, với hai chiếc Supermarine Seafire trên sàn đáp.

Biter nằm trong thành phần lực lượng hỗ trợ ngoài khơi Oran, vốn bao gồm thiết giáp hạm Rodney, các tàu sân bay Argus và Dasher, tàu tuần dương hạng nhẹ Delhi và chín tàu khu trục. Các hoạt động không lực bắt đầu từ ngày 8 tháng 11, nhưng khi một chiếc Sea Hurricane đâm vào cầu tàu của Biter, nó tạm thời không hoạt động. Một chiếc Sea Hurricane bị một chiếc Dewoitine D.520 thuộc phe Vichy Pháp bắn rơi; và cả Biter lẫn Dasher đều được gửi trở lại Gibraltar vào ngày 10 tháng 11. Biter tham gia một đoàn tàu vận tải đi Greenock và đến nơi mà không gặp sự cố gì vào ngày 19 tháng 11 trước khi được gửi đến Dundee để đại tu. Vào tháng 2 năm 1943, Biter tham gia cùng Argus và các tàu khu trục hộ tống trong một cuộc thực tập chống tàu ngầm, rồi lên đường đi Iceland vào ngày 13 tháng 4, tháp tùng bởi các tàu khu trục Obdurate và Opportune, đến nơi vào ngày 17 tháng 4.

### Đoàn tàu ONS 4

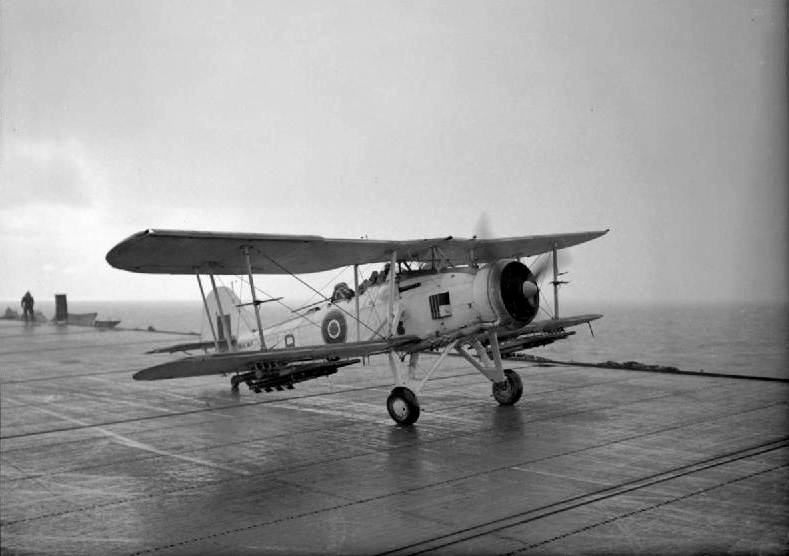
Máy bay Fairey Swordfish cất cánh từ một tàu sân bay hộ tống.

Biter nhận lên tàu Liên đội Không lực Hải quân 811 dưới quyền chỉ huy của Thiếu tá Hải quân A. J. B Forde, vốn là một liên đội hỗn hợp với chín chiếc Fairey Swordfish và ba chiếc Grumman Martlet. Vào ngày 21 tháng 4, chiếc tàu sân bay khởi hành từ Iceland cùng với Đoàn tàu ONS 4 để hướng sang Argentia. Đại tá Abel-Smith quyết định theo dõi đoàn tàu vận tải từ một khoảng cách, tin rằng cách này sẽ giúp cho con tàu có cơ hội lớn hơn đối đầu với các tàu ngầm U-boat đối phương. Hai máy bay Swordfish luôn được giữ ở tư thế sẵn sàng cất cánh để tấn công mọi tàu ngầm đối phương phát hiện được. Vào ngày 23 tháng 4, một máy bay Swordfish tuần tra trông thấy một chiếc U-boat trên mặt biển, nhưng nó đã lặn xuống trước khi chiếc máy bay đi đến vị trí tấn công. Xế trưa ngày hôm đó, một chiếc U-boat khác bị đoàn tàu vận tải phát hiện; họ thông báo cho Biter vốn đang ở cách 50 mi (80 km). Vào lúc chiếc Swordfish duy nhất bay đến nơi, tàu ngầm U-191 đã bị tàu khu trục HMS Hesperus đánh chìm. Biter tiếp tục tuần tra chống tàu ngầm trong những ngày tiếp theo, và vào ngày 25 tháng 4, radar của nó phát hiện tín hiệu một tàu ngầm đối phương; một tàu khu trục được phái đi điều tra đã không tìm thấy đối thủ. Đến 16 giờ 25 phút, một chiếc Sworfish trông thấy một chiếc U-boat trên mặt nước chỉ cách Biter 8 mi (13 km). Nó thả hai quả mìn sâu và báo cáo, nên một chiếc Swordfish khác và tàu khu trục HMS Pathfinder được phái đến trợ giúp. Pathfinder nối tiếp cuộc tấn công của chiếc Swordfish bằng mìn sâu của chính nó, và đến 18 giờ 40 phút tàu ngầm U-203 nổi lên mặt nước và thủy thủ đoàn của nó bỏ tàu. Đoàn tàu vận tải đi đến Argentia an toàn vào ngày 29 tháng 4, không bị tổn thất và đánh chìm được hai chiếc U-boat.

### Đoàn tàu HX 237

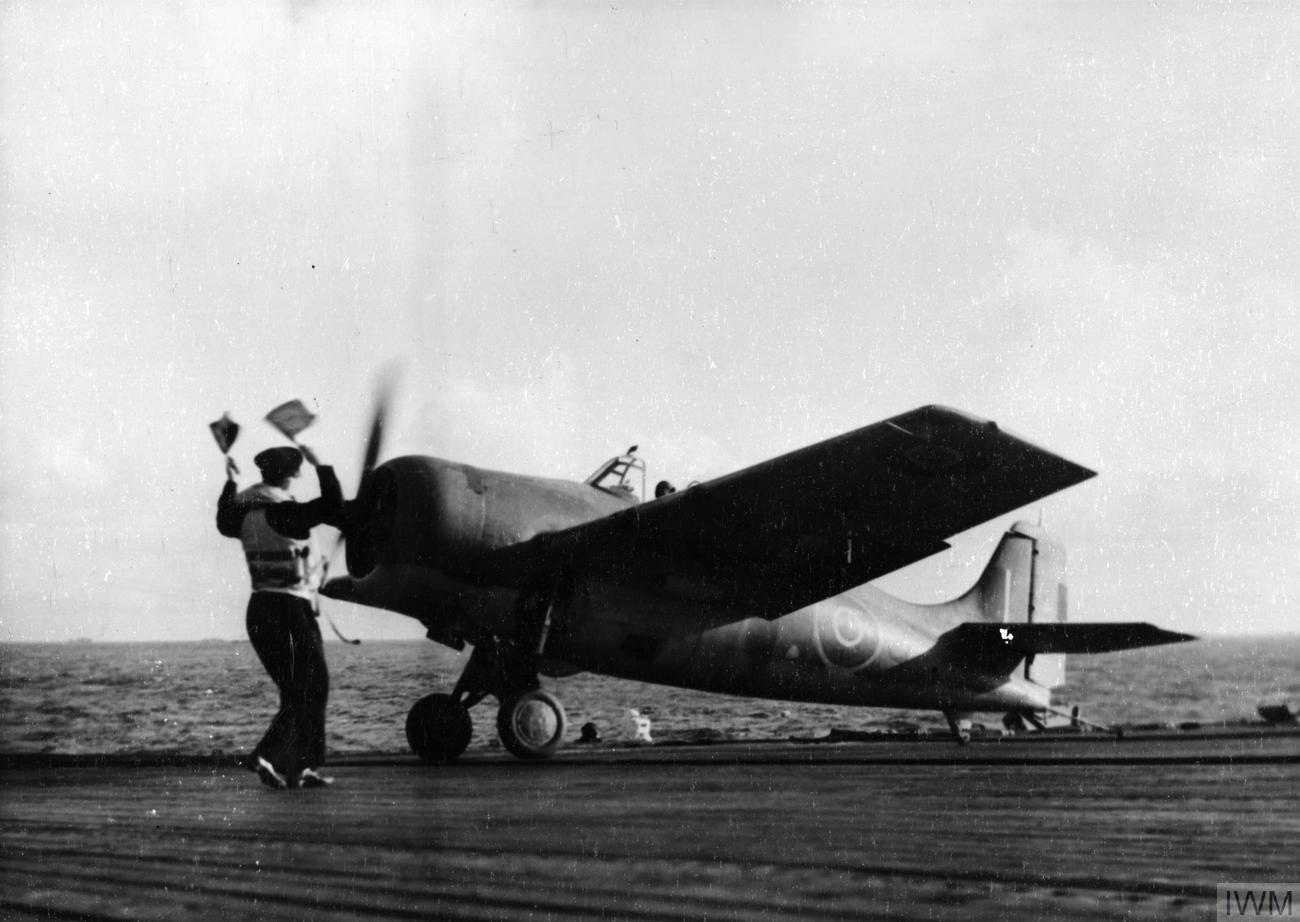
Máy bay tiêm kích Grumman Martlet hạ cánh trên tàu.

Biter và các tàu khu trục hộ tống rời Argentia vào ngày 5 tháng 5 để tham gia Đoàn tàu HX 237 quay trở về nhà. Thời tiết sương mù đã ngăn trở các hoạt động không quân cho đến 07:30 phút ngày 7 tháng 5, khi hai máy bay Swordfish cất cánh để định vị đoàn tàu vận tải và tuần tra chống tàu ngầm. Chiếc tàu sân bay và các tàu hộ tống đến nơi một giờ sau đó. Hai chiếc Martlet tham gia tuần tra nhưng bị lạc mất đoàn tàu và phải đáp xuống biển cạnh một tàu buôn nơi các đội bay được cứu vớt. Nó nhận mệnh lệnh của Tổng tư lệnh Bộ chỉ huy Tiếp cận phía Tây phải áp sát đoàn tàu vận tải, nhưng thời tiết xấu đã ngăn trở các hoạt động không lực cho đến 16 giờ 00 ngày 10 tháng 5. Một chiếc Swordfish đã phản ứng lại việc trông thấy một chiếc U-boat trên mặt biển khi thả hai quả mìn sâu, nhưng lại bị hỏa lực phòng không từ chiếc tàu ngầm bắn trúng; một chiếc Swordfish thứ hai cất cánh để trợ giúp không không thể tìm thấy đối thủ lẫn đoàn tàu vận tải trong hoàn cảnh thời tiết xấu và phải đáp xuống biển cạnh một tàu buôn. Sang ngày 11 tháng 5, một chiếc Swordfish lại tấn công một tàu U-boat trên mặt biển, vốn thoạt tiên bắn trả với pháo phòng không nhưng sau đó bị buộc phải lặn xuống. Sáng hôm sau, một máy bay Swordfish tuần tra báo cáo trông thấy một chiếc U-boat, nhưng không bao giờ tìm thấy tung tích. Do kết quả của cuộc đụng độ cuối cùng này, những chiếc máy bay được lệnh bay theo từng cặp, bị cấm không đối đầu với những chiếc U-boat trên mặt biển và chỉ tấn công khi chúng lặn xuống. Xế chiều hôm đó, một máy bay Swordfish phát hiện và tấn công một chiếc U-boat đăng lặn xuống chỉ cách đoàn tàu 6 mi (9,7 km); cũng chiếc U-89 này sau đó bị hai tàu khu trục hộ tống phát hiện và đánh chìm. Vào ngày 13 tháng 5, đoàn tàu đi vào vùng biển dưới tầm bảo vệ của các máy bay Consolidated Liberator và Shorts Sunderland trực thuộc Bộ chỉ huy Duyên hải. Hai máy bay Swordfish cất cánh lúc bình minh phát hiện hai tàu U-boat trên mặt biển; chúng bị một chiếc Sunderland tuần tra tấn công. Một chiếc U-boat khác bị một máy bay Swordfish phát hiện lúc 09 giờ 00 và bị tấn công trong khi đang lặn xuống và không rõ kết quả.

### Đoàn tàu SC 129

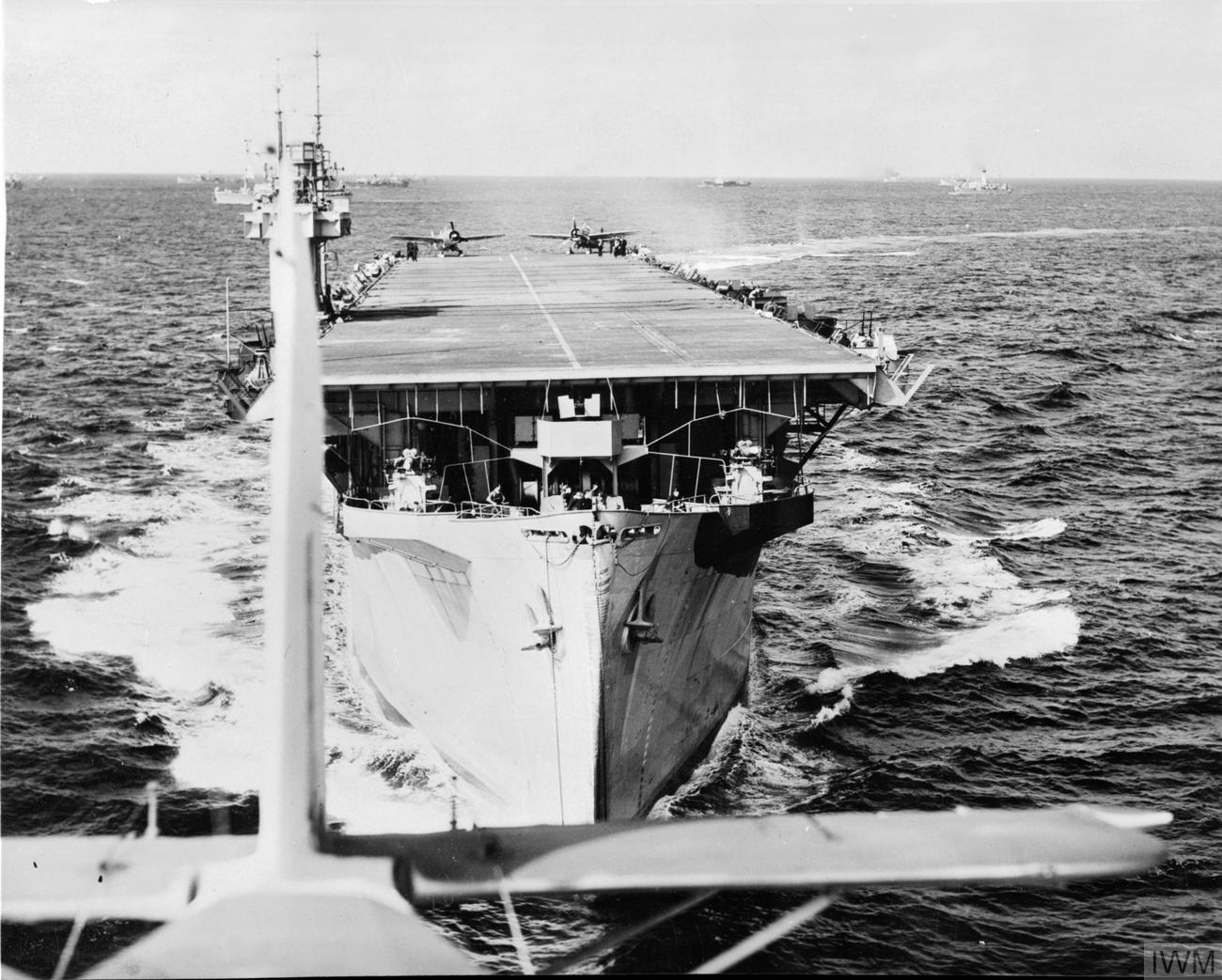
Sàn đáp nhìn từ một chiếc Swordfish vừa cất cánh.

Sau khi Đoàn tàu HX 237 nằm trong phạm vi bảo vệ của máy bay đặt căn cứ trên đất liền, Bộ chỉ huy Tiếp cận phía Tây ra lệnh cho Biter và các tàu hộ tống của nó di chuyển 200 mi (170 nmi; 320 km) về phía Nam, nơi Đoàn tàu SC 129 hướng sang phía Đông đang bị đe dọa bởi một "Bầy sói" (Wolfpack). Vào ngày 15 tháng 5, hoàn cảnh thời tiết gió nhẹ đồng thời do kiểu máy bay Swordfish không thể sử dụng máy phóng khiến giới hạn khả năng mang bom, mỗi chiếc chỉ mang được hai quả bom 40 lb (18 kg). Trước khi tiếp cận đoàn tàu vận tải, một chiếc Swordfish đã tấn công một chiếc U-boat trên mặt biển, nhưng hai quả bom nhỏ không thể gây hư hại cho chiếc tàu ngầm, và hỏa lực phòng không bắn trả gây hư hại chiếc máy bay và làm bị thương trinh sát viên. Máy bay thay phiên cho nó đã tiếp tục dõi theo đối thủ cho đến khi chiếc tàu ngầm lặn xuống sau một đợt tấn công bất thành khác. Đến 13 giờ 45 phút, Biter tiếp cận đoàn tàu vận tải và tuần tra chống tàu ngầm. Đoàn tàu đi đến Anh an toàn vào ngày 16 tháng 5 mà không chịu tổn thất nào, và Biter được lệnh đi đến Clyde. Dựa trên kinh nghiệm của nó trong các chuyến hộ tống vận tải đầu tiên này, lực lượng máy bay phối thuộc cho nó được tăng lên 15 máy bay ném bom và sáu máy bay tiêm kích, và nhân sự không lực được tăng thêm 50%. Thiết bị cột mốc dẫn đường vô tuyến cũng được bổ sung để giúp đưa máy bay quay trở lại tàu khi thời tiết xấu với tầm nhìn kém.

### Đoàn tàu HX 265
Vào ngày 19 tháng 10 năm 1943, Biter cùng với sáu chiếc Swordfish và sáu chiếc Martlet thuộc Liên đội Không lực Hải quân 811 trên tàu rời Clyde để gia nhập Đoàn tàu ON 207 hướng sang phía Tây, đi đến Argentia mà không gặp sự cố nào nào ngày 5 tháng 11. Chúng rời Argentia vào ngày 7 tháng 11 để hỗ trợ cho Đoàn tàu HX 265; khi Biter dẫn đầu Đội hộ tống 5 vốn còn bao gồm các tàu khu trục Pathfinder, Opportune và Obdurate. Họ cùng với Đội hộ tống 7 được giao nhiệm vụ đi trước đoàn tàu ở khoảng cách 60 mi (97 km) và 120 mi (190 km) tương ứng, nhằm phát hiện hai nhóm lớn tàu ngầm U-boat đối phương được tập trung để đánh phá đoàn tàu hướng sang phía Đông tiếp theo. Máy bay cất cánh từ Biter nhiều lần phát hiện tàu ngầm đối phương nhưng không đánh chìm được chiếc nào, trừ một chiếc có thể bị hư hại vào ngày 10 tháng 11. Vào ngày 16 tháng 11, một chiếc Swordfish đã bị rơi khi tiếp cận để hạ cách ờ phía đuôi Biter; chấn động khi rơi đã khiến quả ngư lôi nó mang theo bị tách ra, đâm vào phía đuôi chiếc tàu sân bay và phát nổ. Vụ nổ đã làm hư hại bánh lái và cơ cấu lái tàu cùng một số tấm chắn vỏ tàu bên dưới mực nước. Sau khi đi đến Anh, nó mất bốn tuần để sửa chữa những hư hại này.

### Phục vụ cùng Hải quân Pháp
Biter được hoàn trả cho Hải quân Hoa Kỳ vào ngày 9 tháng 4 năm 1945. Nó trải qua một đợt tái trang bị rồi được chuyển giao cho Hải quân Pháp mượn, nơi nó được đổi tên thành Dixmude. Liên đội 3FB trang bị máy bay ném bom bổ nhào Douglas SBD Dauntless đã phục vụ trên con tàu từ năm 1945 đến năm 1949. Vào ngày 24 tháng 1 năm 1951, nó được rút khỏi danh sách Đăng bạ Hải quân của Hoa Kỳ, được tháo dỡ vũ khí và đại tu trong đợt tái trang bị từ năm 1951 đến năm 1953. Nó trở thành một tàu tiện nghi cho đến năm 1965, khi nó được hoàn trả cho Hải quân Hoa Kỳ, vốn đã đánh chìm nó như một mục tiêu vào ngày 10 tháng 6 năm 1966.